# Konská (Liptovský Mikuláš)
Konská é um município da Eslováquia, situado no distrito de Liptovský Mikuláš, na região de Žilina. Tem 11,81 km² de área e sua população em 2018 foi estimada em 227 habitantes.

## Demografia
| Ano:        | 1994 | 2004   | 2014    | 2024   |
| ----------- | ---- | ------ | ------- | ------ |
| Broj ljudi: | 253  | 241    | 215     | 231    |
| Razlika:    |      | -4,74% | -10,78% | +7,44% |

| Ano:               | 2023 | 2024   |
| ------------------ | ---- | ------ |
| Número de pessoas: | 227  | 231    |
| Diferença:         |      | +1,76% |